# Anomalie magnétique de l'Atlantique sud

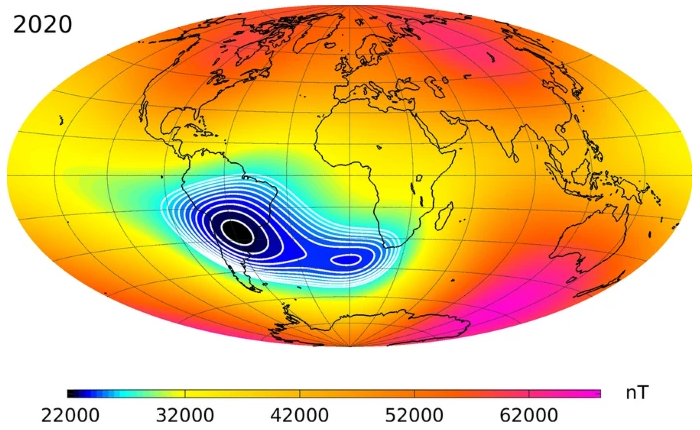
Anomalie dans l'Atlantique sud de la force du champ magnétique terrestre en 2020.

L'anomalie (magnétique) de l'Atlantique sud, en abrégé A(M)AS (en anglais South Atlantic Anomaly, SAA), est le fait que le champ magnétique terrestre a une valeur particulière dans cette région de la surface terrestre.

## Explication du phénomène
Cette anomalie s'explique par le fait que la partie interne de la ceinture de Van Allen est la plus proche de la surface de la Terre au niveau de cette région. Les lobes de la ceinture de Van Allen sont disposés symétriquement par rapport à l'axe magnétique de la Terre, qui est décalé d'environ 11 degrés et 450 kilomètres par rapport à l'axe de rotation de la Terre. En raison de ce décalage à la fois en angle et en position, la ceinture de Van Allen est la plus proche de la Terre au niveau de la partie sud de l'Atlantique et la plus éloignée dans la partie nord du Pacifique,
,. Pour une altitude donnée, le niveau de radiations en provenance de l'espace est plus élevé dans l'Atlantique sud qu'en d'autres points du globe.

### Mesures
Le champ magnétique terrestre est inférieur à 32 microtesla (μT) au niveau de la mer, une valeur équivalente à celle qu'on trouve à l'altitude de la ionosphère aux autres points du globe. À titre de comparaison, le champ magnétique terrestre est de 47 μT au centre de la France.

## Conséquences

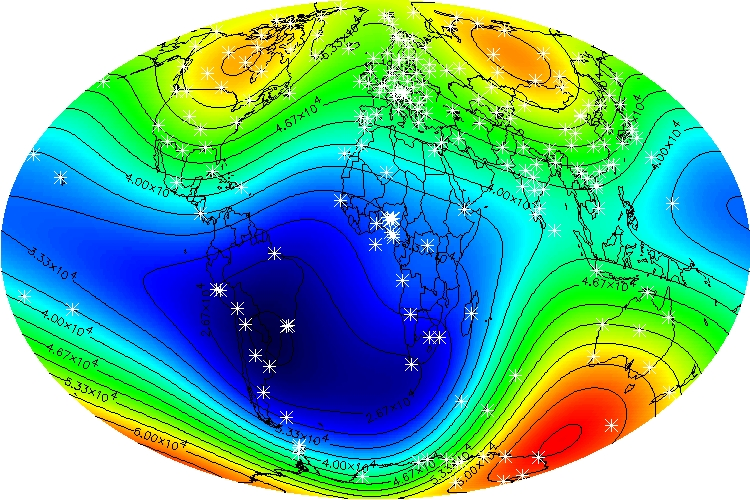
Champ magnétique total de la Terre. L'AMAS est représentée par la partie bleue et sombre au-dessus du Brésil. Les lignes de champ ayant en ce point à peu près la forme d'une tête de canard, la zone est aussi connue, dans les pays de langue espagnole, sous le nom de El Pato.

### Aérospatial
L'AMAS peut perturber les satellites et autres engins spatiaux dont ceux qui orbitent à quelques centaines de kilomètres d'altitude avec une inclinaison comprise entre 35° et 60°. Les satellites suivant ces orbites passent régulièrement dans l'AMAS, s'exposant alors pendant plusieurs minutes à de forts niveaux de radiation. La Station spatiale internationale, dont l'inclinaison est de 51,6°, a reçu un revêtement particulier pour supporter ces radiations. Plusieurs satellites en orbite, dont le télescope spatial Hubble et le détecteur de rayons cosmiques AMS-02, ne réalisent aucune observation lorsqu'ils passent au-dessus de cette région, les risques d'avaries étant trop importants.
L'AMAS se déplace vers l'ouest d'environ 0,3 degré par an. Cette valeur est très proche de la différence de vitesse de rotation entre le noyau et la surface de la Terre, comprise entre 0,3 et 0,5° par an.

### Sud du Brésil
Compte tenu des propriétés de l'AMAS, des courants géomagnétiques induits peuvent être produits dans le sud du Brésil, au travers d'infrastructures métalliques de grande taille comme les chemins de fer, les lignes électriques de haute puissance, le réseau de distribution d'eau ou d'autres grandes structures mécaniques. En cas de tempête géomagnétique de grande ampleur, ces courants peuvent endommager les structures. Plusieurs instituts de recherche à travers le monde développent des modèles de l'ionosphère et de la magnétosphère avec l'objectif de prévoir la conductivité globale et le champ magnétique terrestre. Les données nécessaires peuvent être acquises par mesure satellitaire permettant d'alerter à temps les autorités locales.
Au sud du Brésil, la ville de Paula Freitas dans l'État de Paraná dispose d'un laboratoire de géomagnétisme faisant partie de l'Instituto de Aeronáutica e Espaço (pt) (IAE), en relation avec le Comando Geral de Tecnologia Aeroespacial (pt) (CTA), sur le site du Campus de Pesquisas Geofísicas Major Edsel de Freitas Coutinho, Convênio UNIBEM - IAE (pt). Le rôle principal de cet institut est l'étude de l'AMAS et ses effets au niveau régional et mondial. Il est actuellement (2007) sous le contrôle des Faculdades Integradas 'Espírita' (UNIBEM). Le centre de recherche est situé très près de l'épicentre de l'anomalie.